# Linha 3 bis do Metropolitano de Paris

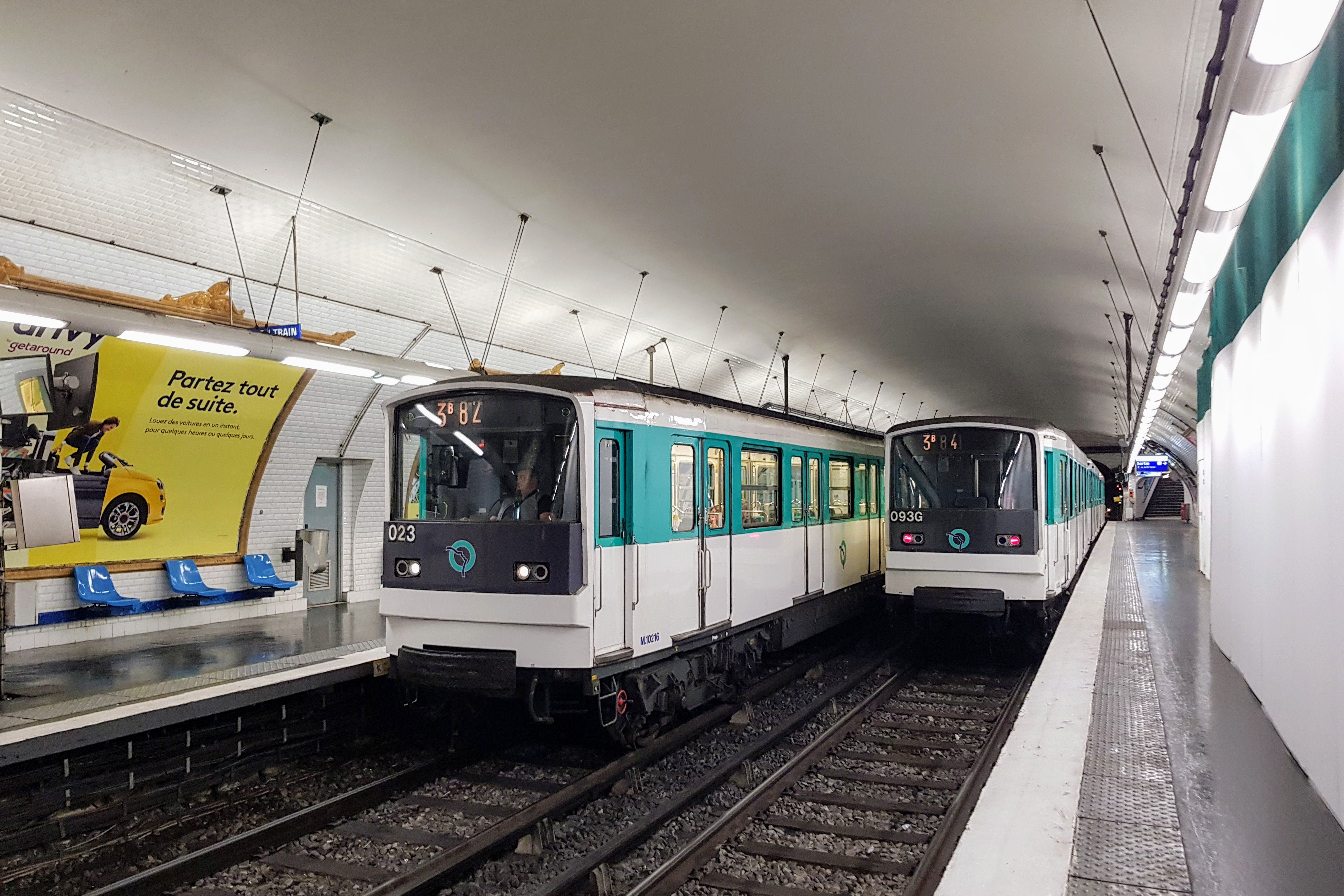
Dois trens MF 67 na estação Porte des Lilas.

A Linha 3 bis do Metropolitano de Paris é a linha mais curta do metrô de Paris, e de longe a menos movimentada. Vai de Gambetta a Porte des Lilas. Tem 1,3 km de extensão. A linha foi construída em nível profundo, o que explica por que as plataformas das estações Pelleport e Saint-Fargeau só podem ser alcançadas por elevador. Devido à sua extensão limitada e ao tráfego, a linha é servida com trens MF 67 encurtados, de três carros.

## História
A Linha 3 bis foi inaugurada em 1971, a partir do trecho da Linha 3 que ia de Gambetta a Porte des Lilas. A Linha 3 se estendeu para Gallieni.

## Estações

Plano da linha.

- Gambetta
- Pelleport
- Saint-Fargeau
- Porte des Lilas

## Extensão
A Linha 3 bis se juntará à Linha 7 bis.[carece de fontes?]

## Turismo
A linha 3 bis atende apenas quatro estações localizadas no 20.º arrondissement de Paris. Não atravessa nenhum bairro turístico ou setor muito animado da cidade; ela permanece desconhecida dos parisienses. No entanto, pode se observar a arquitetura original das edículas de acesso das suas estações com baixos-relevos e decoração de faiança. Sua atmosfera bastante incomum, semelhante à linha 7 bis, é diametralmente oposta à das linhas principais muito movimentadas, por exemplo, as linhas 1, 4 e 13: seus trens têm poucos passageiros e suas estações são quase desertas.